# Redacció
 Redacció és la composició de texts escrits. Un redactor és qui desenvolupa un contingut escrit producte d'un raciocini, un escriptor, un professional de l'escriptura, que té en compte tots els requisits de l'escriptura i de la composició correcta. En contexts periodístics és una categoria professional dins dels mitjans de comunicació i de difusió. La paraula redacció prové del llatí redactio. Fa referència a l'acció i l'efecte de redactar un tema. Etimològicament, redactar (del llatí redactum, supí de redigĕre), significa compilar o posar en ordre. En un sentit més precís consisteix a expressar per escrit els pensaments sobre coneixements ordenats amb anterioritat.